# Six Feet Down Under Part II
Six Feet Down Under Part II é um EP da banda americana Metallica, lançado em 12 de novembro de 2010. É a segunda parte do anterior EP Six Feet Down Under e as canções foram gravadas apenas na Austrália e Nova Zelândia. Este EP foi vendido em lojas de Trans-Tasman e no site oficial da banda, ele contém 8 faixas da turnê nesses países.

## Faixas
| N.º | Título                      | Gravado em                                                                     | Duração |  |
| 1.  | "Blackened"                 | 16 de Outubro de 2010 no Brisbane Entertainment Center, em Brisbane, Austrália |         |  |
| 2.  | "Ride the Lightning"        | 14 de Outubro de 2010 na Vector Arena, em Auckland, Nova Zelândia              |         |  |
| 3.  | "The Four Horsemen"         | 18 de Setembro 2010 na Acer Arena, em Sydney, Austrália                        |         |  |
| 4.  | "Welcome Home (Sanitarium)" | 15 de Setembro de 2010 na Rod Laver Arena, Melbourne, Austrália                |         |  |
| 5.  | "Master of Puppets"         | 16 de Outubro de 2010 no Brisbane Entertainment Center, em Brisbane, Austrália |         |  |
| 6.  | "...And Justice for All"    | 18 de Outubro de 2010 no Brisbane Entertainment Center, em Brisbane, Austrália |         |  |
| 7.  | "Fade to Black"             | 18 de Setembro de 2010 na Acer Arena, em Sydney, Austrália                     |         |  |
| 8.  | "Damage, Inc."              | 22 de Setembro de 2010 na CBS Canterbury Arena, em Christchurch, Nova Zelândia |         |  |

## Membros
- James Hetfield - vocais, guitarra rítmica
- Lars Ulrich - bateria
- Kirk Hammett - guitarra
- Robert Trujillo - baixo, backing vocals